# География Невады

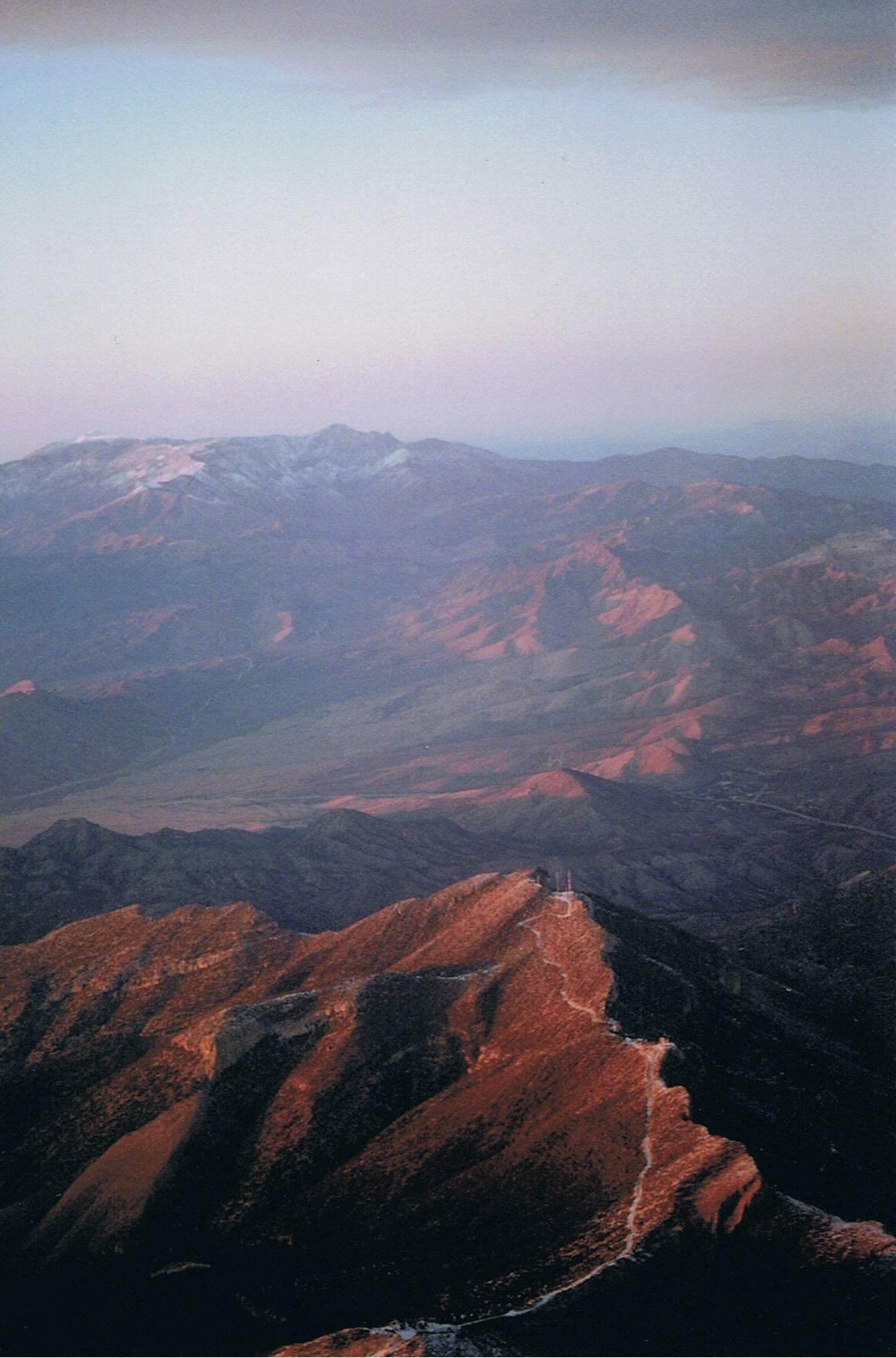
Горы к западу от Лас-Вегаса в пустыне Мохаве

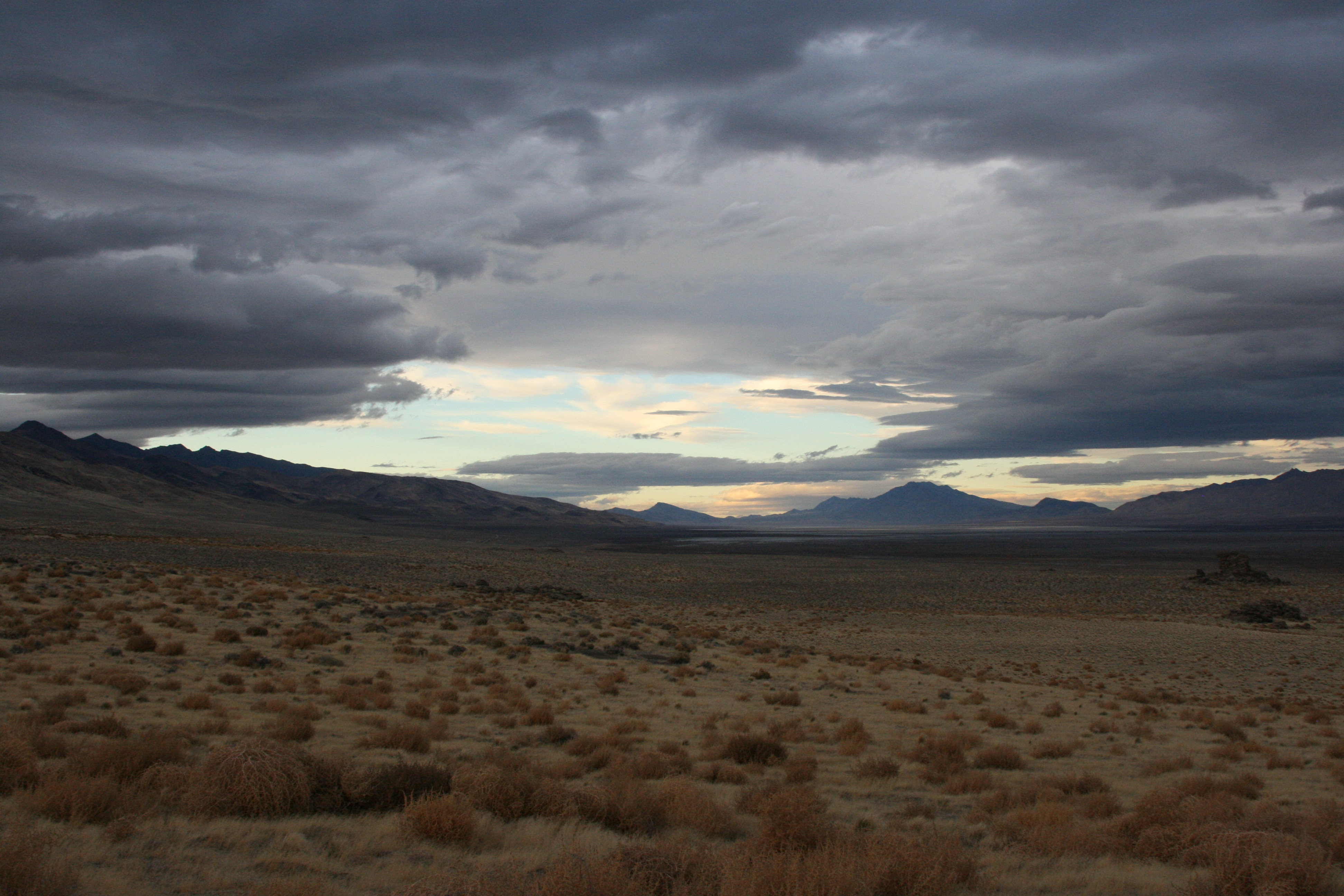
Долина около озера Пирамид

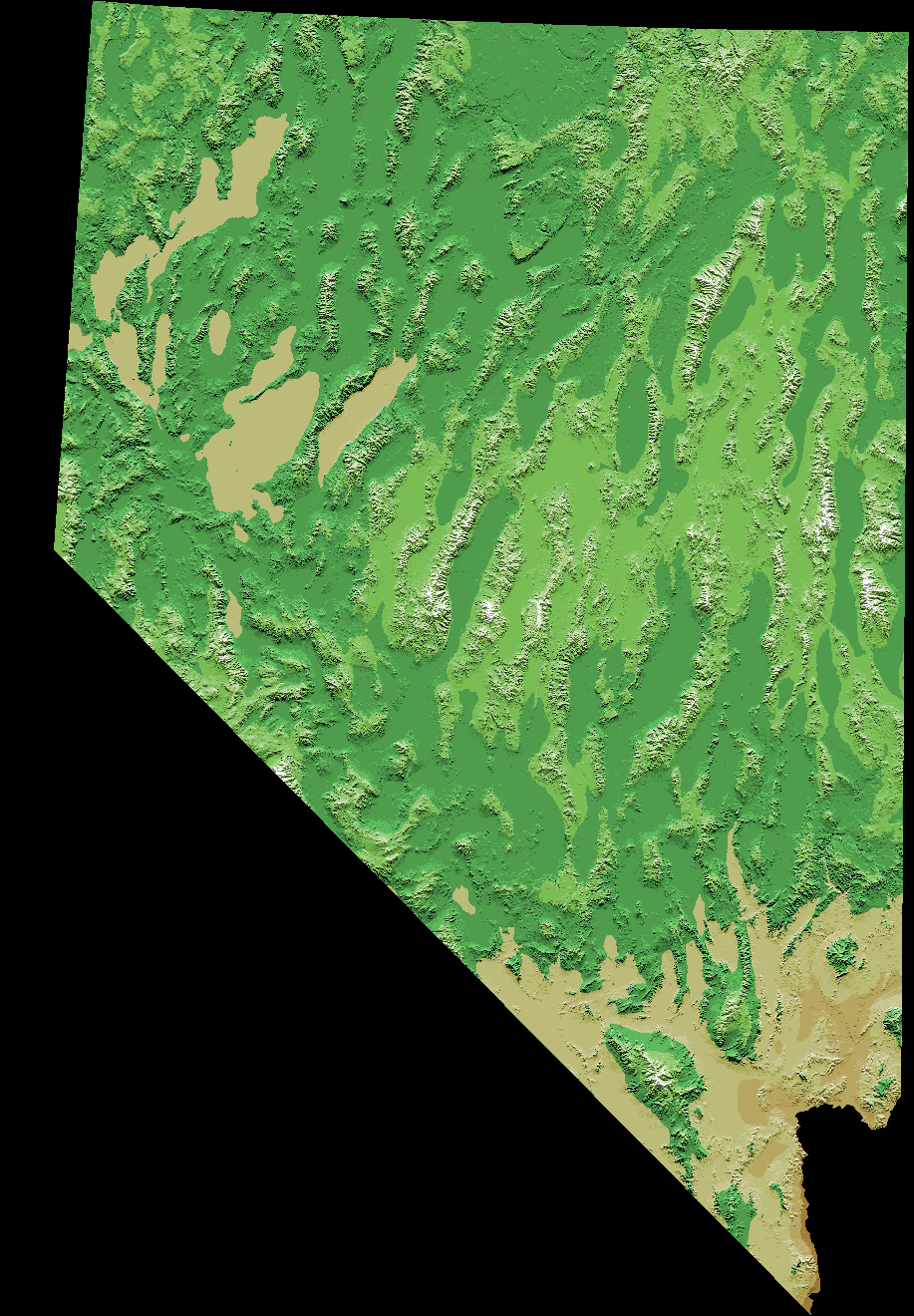
Топографическая карта Невады

Невада — штат на западе США, не имеющий выхода к морю.
Штат Невада имеет разнообразную географию, почти полностью находится в пределах Провинции долин и хребтов и разделён многочисленными горными хребтами, протянувшимися с севера на юг. Между большинством этих хребтов имеются бессточные долины.

## Обзор
Большая часть северной части штата находится в Большом Бассейне, мягкой пустыне, где летом жарко, а зимой холодно. Иногда влага от Североамериканского муссона вызывает летние грозы; тихоокеанские штормы могут покрыть территорию снегом. Самая высокая зарегистрированная температура в штате составила 125 °F (52 °C) в Лафлине (высота 605 футов или 184 метра) 29 июня 1994 года. Самая низкая зарегистрированная температура составила −52 °F (−47 °C) в Сан-Хасинто в 1972 году, в северо-восточной части штата.
Река Гумбольдт пересекает штат с востока на запад по северной части штата, впадая во впадину Гумбольдта около Ловлока. Несколько рек стекают из Сьерра-Невады на восток, включая реки Уокер, Траки и Карсон. Все эти реки являются бессточным бассейнами, заканчивающимися в озерах Уолкер, Пирамид и впадине Карсон соответственно. Однако не вся Невада находится в Большом Бассейне. Притоки реки Снейк стекают с крайнего севера, в то время как река Колорадо, которая также образует большую часть границы с Аризоной, собирает стоки с большей части южной Невады.
Горные хребты, некоторые из которых имеют пики выше 13 000 футов (4 000 м), укрывают пышные леса высоко над пустынными равнинами, создавая небесные острова для эндемичных видов. Долины часто не ниже 3 000 футов (910 м), в то время как некоторые в центральной Неваде находятся выше 6 000 футов (1 800 м).

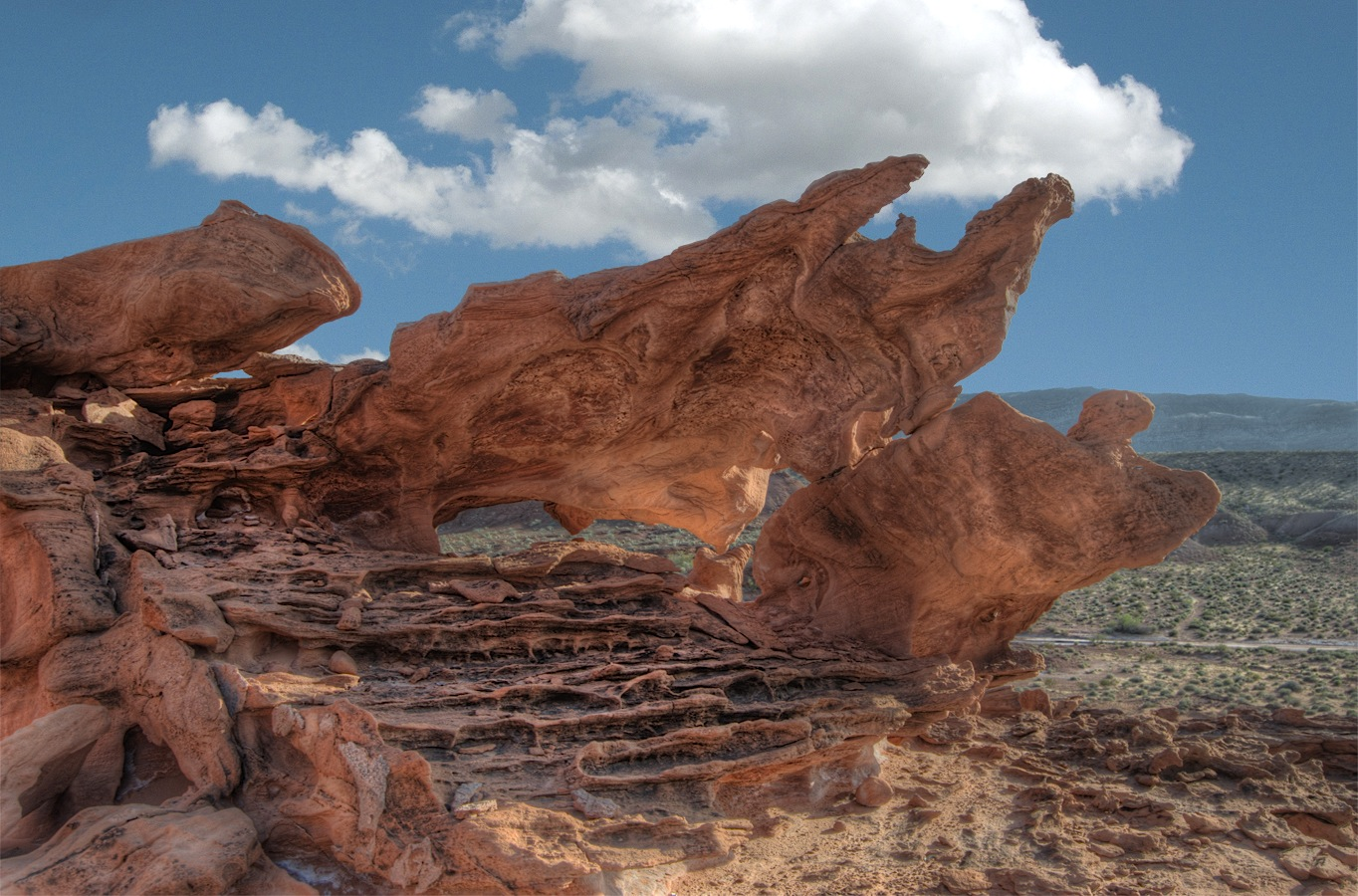
Скальное образование Литл-Финленд в Неваде

Южная треть штата, где находится район Лас-Вегаса, находится в пустыне Мохаве. Зимой в этом районе выпадает меньше осадков, но летом он ближе к Североамериканскому муссону. Местность также ниже, в основном ниже 4000 футов (1200 м), что создает условия для жарких летних дней и прохладных или холодных зимних ночей.
Невада и Калифорния имеют самую длинную диагональную линию (по отношению к сторонам света) в качестве границ штатов длиной чуть более 400 миль (640 км). Эта линия начинается в озере Тахо примерно в 4 милях (6,4 км) от берега (в направлении границы) и продолжается до реки Колорадо, где границы Невады, Калифорнии и Аризоны сходятся в 12 милях (19 км) к юго-западу от лафлинского моста.
Самый большой горный хребет в южной части штата — Спринг-Маунтинс, к западу от Лас-Вегаса. Самая низкая точка штата — вдоль реки Колорадо, к югу от Лафлина.
В Неваде 172 горные вершины высотой от 2000 футов (610 м). Невада занимает второе место в Соединённых Штатах по количеству гор, уступая Аляске и опережая Калифорнию, Монтану и Вашингтон.

## Климат

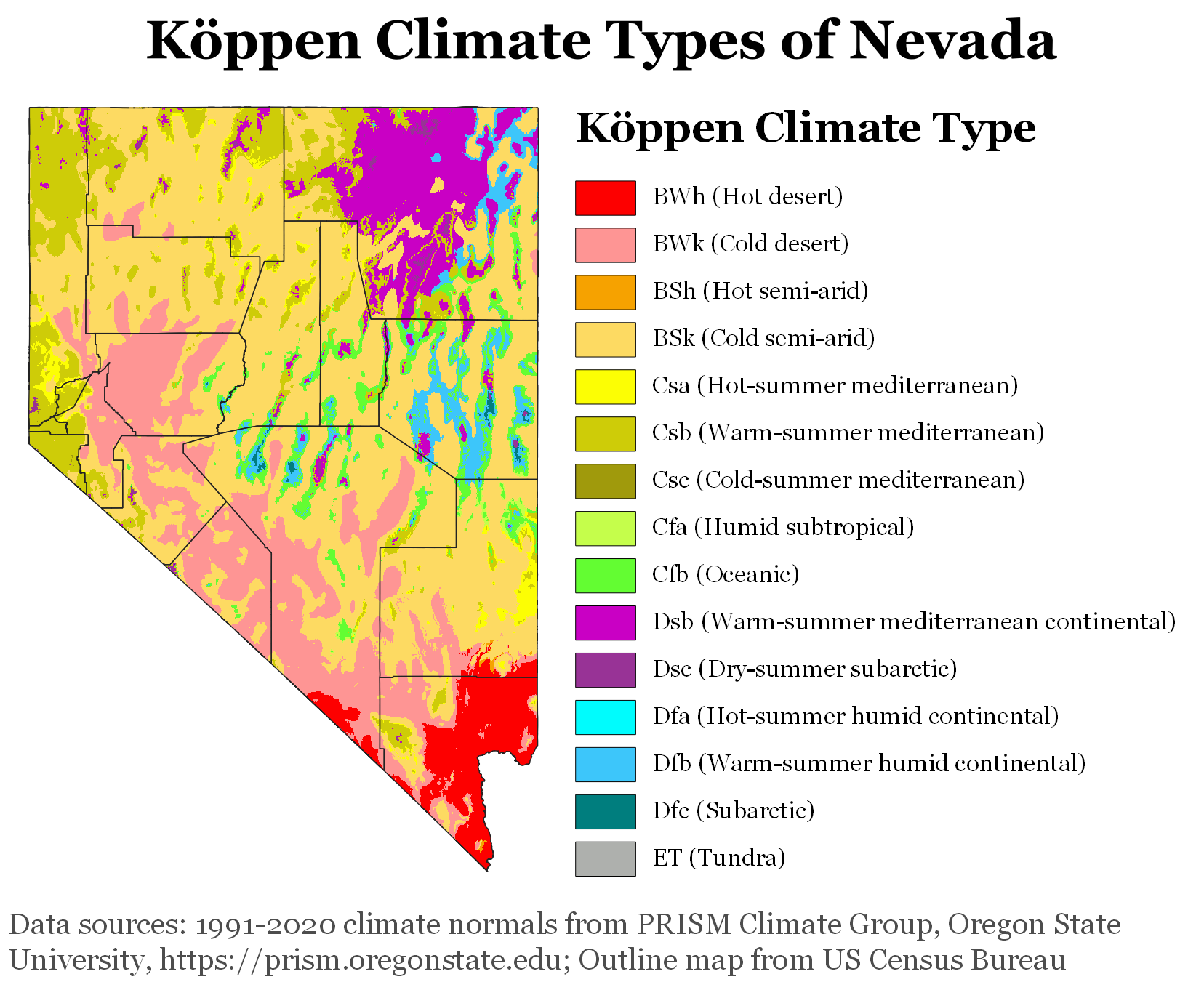
Классификация климатов Кёппена в Неваде с использованием климатологических норм 1991—2020 годов.

Невада — самый сухой штат в Соединённых Штатах. Он состоит в основном из пустынных и полузасушливых климатических регионов, и, за исключением долины Лас-Вегаса, средний летний суточный диапазон температур приближается к 40 °F (22 °C) на большей части штата. В то время как зимы на севере Невады длинные и довольно холодные, зимний сезон в южной части штата, как правило, короткий и мягкий. В большинстве районов Невады в течение года выпадает мало осадков. Больше всего осадков в штате выпадает на восточных и северо-восточных склонах Сьерра-Невады.
Среднегодовое количество осадков в год составляет около 7 дюймов (180 мм); в самых влажных частях выпадает около 40 дюймов (1000 мм). Самая высокая зарегистрированная температура в Неваде составила 125 °F (52 °C) в Лафлине 29 июня 1994 года, а самая низкая зарегистрированная температура составила −50 °F (−46 °C) в Сан-Хасинто 8 января 1937 года. Показатель Невады 125 °F (52 °C) является третьим по величине рекордно высоким значением температуры в штате США, сразу после показателя Аризоны 128 °F (53 °C) и показателя Калифорнии 134 °F (57 °C).

### Климатические данные
| Местоположение | Июль (°F) | Июль (°F) | Июль (°C) | Июль (°C) | Декабрь (°F) | Декабрь (°F) | Декабрь (°C) | Декабрь (°C) |
| Местоположение | Max       | Min       | Max       | Min       | Max          | Min          | Max          | Min          |
| -------------- | --------- | --------- | --------- | --------- | ------------ | ------------ | ------------ | ------------ |
| Лас-Вегас      | 106       | 81        | 41        | 27        | 56           | 38           | 13           | 3            |
| Рино           | 92        | 57        | 33        | 14        | 45           | 25           | 7            | –4           |
| Карсон-Сити    | 89        | 52        | 32        | 11        | 45           | 22           | 7            | –5           |
| Элко           | 90        | 50        | 32        | 10        | 37           | 14           | 2            | –9           |
| Фаллон         | 92        | 54        | 33        | 12        | 45           | 19           | 7            | –7           |
| Уиннемакка     | 93        | 52        | 34        | 11        | 41           | 17           | 5            | –8           |
| Лафлин         | 112       | 80        | 44        | 27        | 65           | 43           | 18           | 6            |

## Флора и фауна

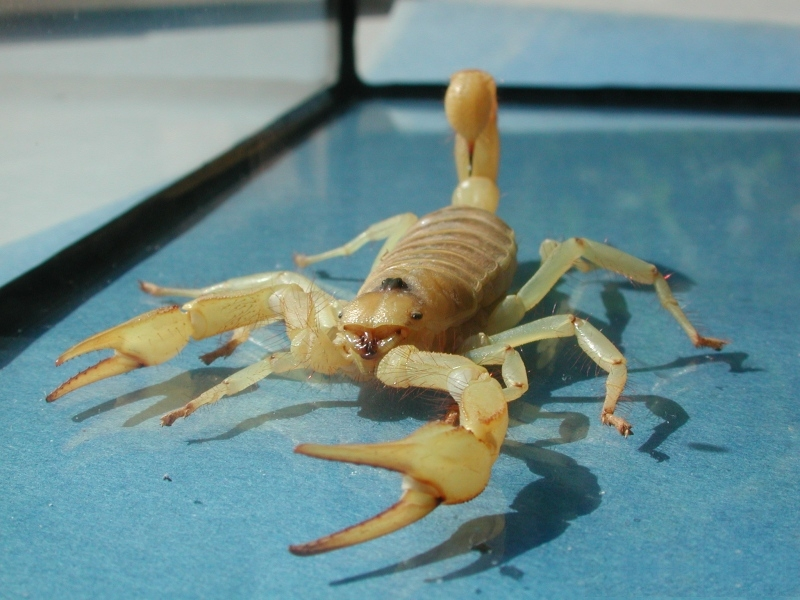
Hadrurus arizonensis — самый крупный скорпион в Северной Америке, обычно встречается в Неваде.

Поскольку Невада является самым засушливым штатом США, и большая его часть расположена в крупных пустынях, таких как пустыня Большого Бассейна и пустыня Мохаве, большинство организмов Невады приспособлены к условиям пустыни.
Несмотря на это, экосистема Невады разнообразна и отличается в зависимости от области штата. Она содержит шесть биотических зон: альпийскую, субальпийскую, жёлтой сосны, пиниево-можжевеловую, полынную и креозотовую.
В ней обитают 488 видов птиц (таких как белоголовые орланы и голубая сиалия), 61 вид млекопитающих (таких как Ovis canadensis nelsoni и койоты), 16 видов скорпионов, 52 вида рептилий (таких как Crotalus lutosus и пустынный западный гофер) и 48 видов рыб (таких как Oncorhynchus henshawi henshawi и горный валёк).

## Административное устройство

### Округа

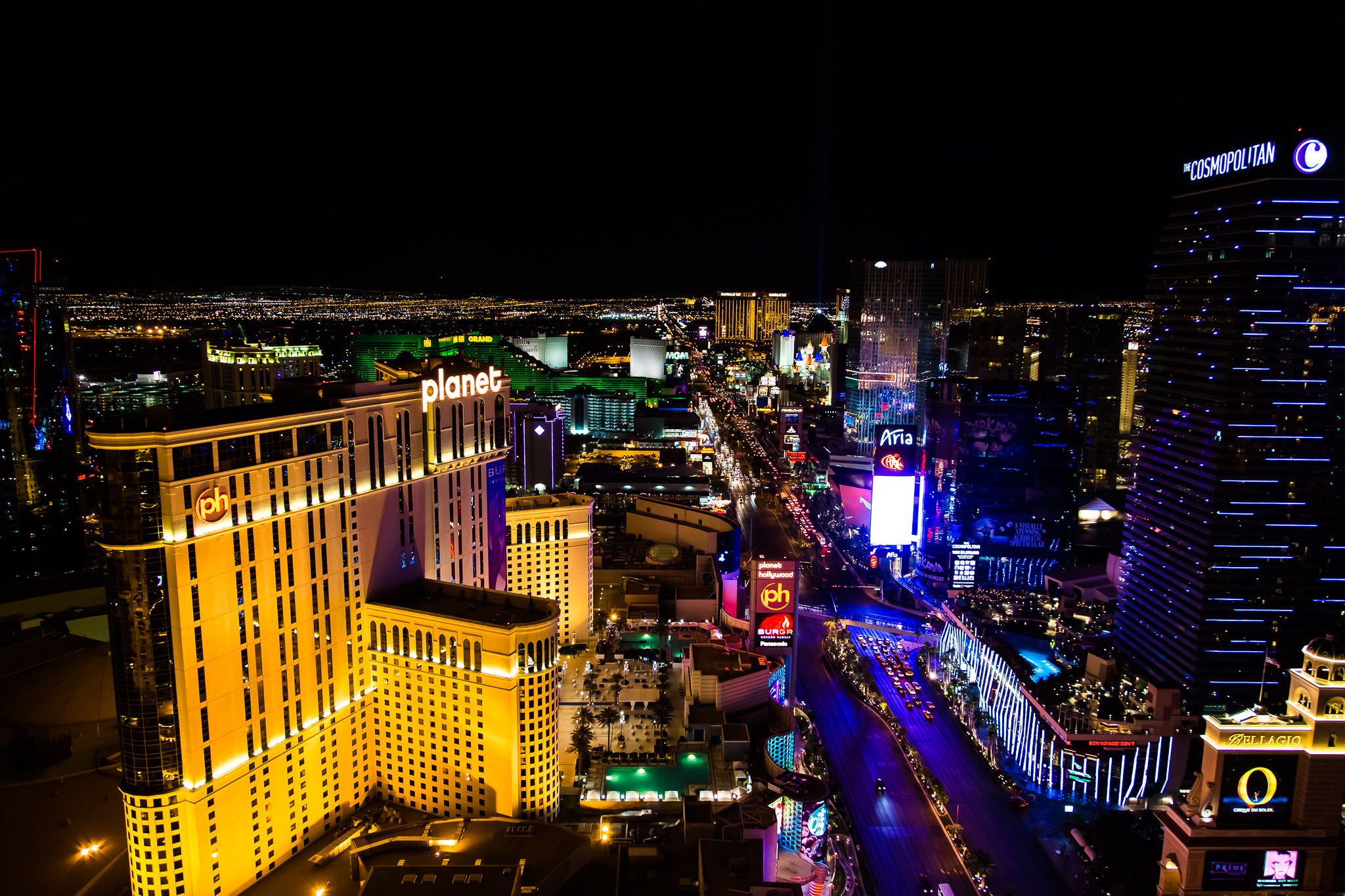
Лас-Вегас-Стрип, вид на юг

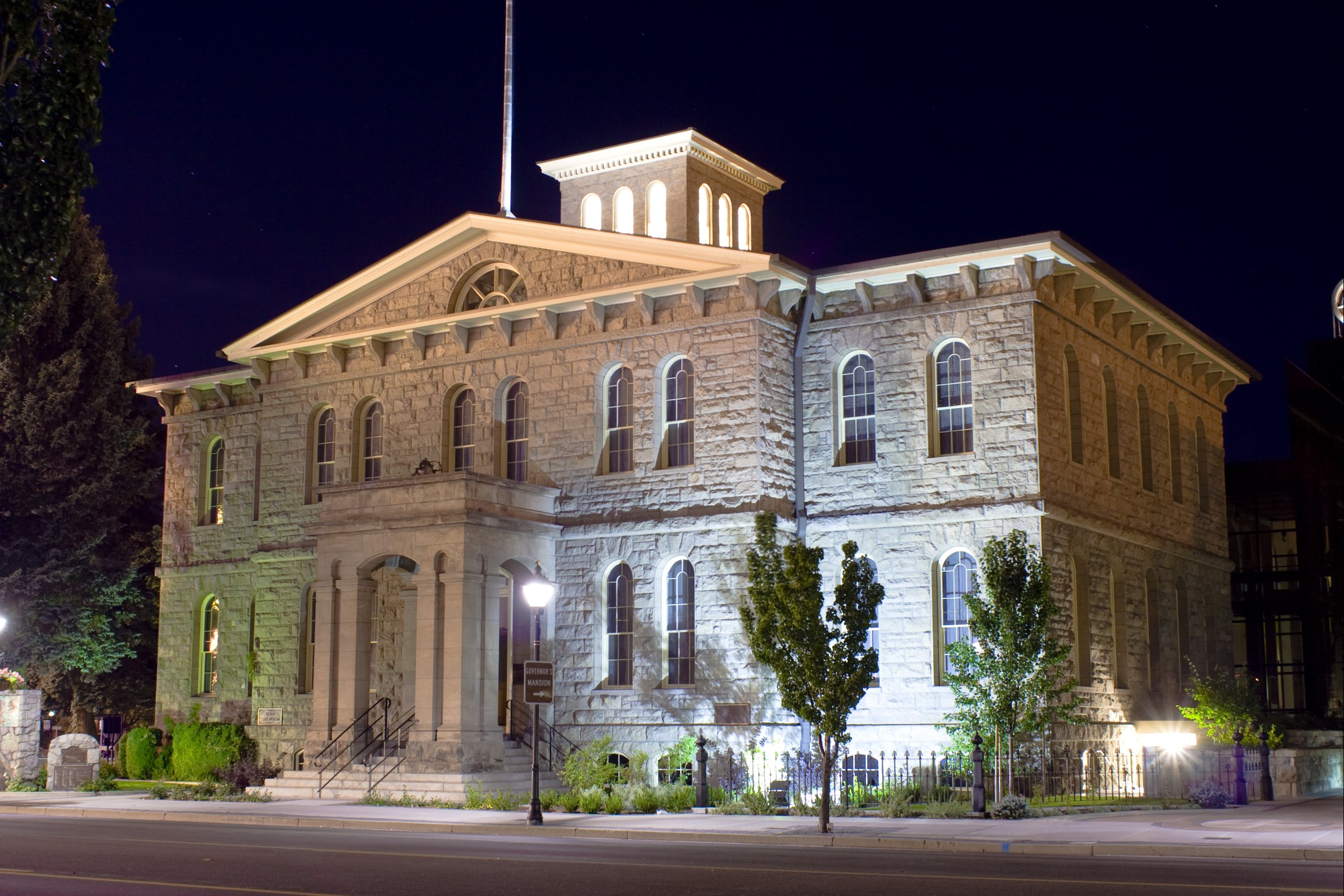
Монетный двор Карсон-Сити. Карсон-Сити — независимый город и столица Невады.

Невада разделена на политические юрисдикции, обозначенные как округа. Карсон-Сити официально является объединенным муниципалитетом, то есть юридически функционирует как город и округ. По состоянию на 1919 год в штате было 17 округов, площадь которых варьировалась от 146 до 18 159 миль² (от 380 до 47 030 км²).
Округ Лейк, один из первоначальных девяти округов, образованных в 1861 году, был переименован в округ Руп в 1862 году. Часть округа стала округом Лассен, Калифорния, в 1864 году, что вызвало неопределенность границ. В 1883 году округ Уошо присоединил другую часть, которая осталась в Неваде.
В 1969 году округ Ормсби был расформирован, и Законодательное собрание создало на его месте объединённый муниципалитет Карсон-Сити, совпадающий со старыми границами округа Ормсби.
Округ Буллфрог был образован в 1987 году из части округа Най. После того, как создание было объявлено неконституционным, округ был упразднен в 1989 году.
Округ Кларк является самым густонаселённым округом в Неваде, на его долю приходится почти три четверти его жителей. Лас-Вегас, самый густонаселённый город Невады, является административным центром округа с момента его создания в 1909 году из части округа Линкольн, штат Невада. До этого он был частью территории Аризона. Округ Кларк привлекает многочисленных туристов: по оценкам, в 2014 году округ Кларк посетили 44 миллиона человек.
Округ Уошо — второй по численности населения округ Невады. Административный центр — Рино. Округ Уошо включает агломерацию Рино–Спаркс.
Округ Лайон — третий по численности населения. Он был одним из девяти первоначальных округов, созданных в 1861 году. Он был назван в честь Натаниэля Лайона, первого генерала Союза, погибшего в Гражданской войне. Его нынешний административный центр — Йерингтон. Его первый административный центр был создан в Дейтоне 29 ноября 1861 года.

### Населённые пункты
| №  | Название       | Округ       | Население |
| -- | -------------- | ----------- | --------- |
| 1  | Лас-Вегас      | Кларк       | 641,903   |
| 2  | Хендерсон      | Кларк       | 317,610   |
| 3  | Рино           | Уошо        | 264,165   |
| 4  | Норт-Лас-Вегас | Кларк       | 262,527   |
| 5  | Энтерпрайз     | Кларк       | 221,831   |
| 6  | Спринг-Валли   | Кларк       | 215,597   |
| 7  | Санрайз-Манор  | Кларк       | 205,618   |
| 8  | Парадайс       | Кларк       | 191,238   |
| 9  | Спаркс         | Уошо        | 108,445   |
| 10 | Карсон-Сити    | Карсон-Сити | 58,639    |